# آیدالیا (کلرادو)
آیدالیا (به انگلیسی: Idalia) یک منطقهٔ مسکونی در ایالات متحده آمریکا است که در شهرستان یوما، کلرادو واقع شده‌است. آیدالیا ۱٬۲۰۸ متر بالاتر از سطح دریا واقع شده‌است.